# Pellworm
Pellworm (Deens: Pelvorm, Noord-Fries: Pälweerm) is een Duits waddeneiland. Het is met 37,44 km2 het op twee na grootste van de Noord-Friese Waddeneilanden en bestaat uit één gemeente, die behoort tot het Amt Pellworm (dat ook enkele omringende eilanden omvat). Het is onderdeel van de Kreis Noord-Friesland. Pellworm telt 1.203 inwoners.
De gemeente Pellworm omvat het gelijknamige eiland en de halligen Süderoog en Südfall, die een oppervlakte hebben van respectievelijk 62 en 56 hectare.
Pellworm wordt uitgesproken met de klemtoon op de tweede lettergreep (-worm). Het eiland heet in het Noord-Fries Pälweerm, maar deze taal wordt sinds de 18e eeuw op Pellworm niet meer gesproken. De bevolking spreekt er overwegend Nedersaksisch.

## Geografie en infrastructuur
Het eiland, dat niet over een zandstrand beschikt, is onderverdeeld in 13 kogen (Köge), oude polders. Het eiland ligt gemiddeld op 1 meter onder de zeespiegel en wordt omringd door een 8 meter hoge en 25 km lange dijk. Op Pellworm zijn geen echte dorpen aanwezig; de bebouwing bestaat vooral uit buurtschappen en op Warften staande verspreide boerderijen. Het landschap is vlak en wordt door weilanden en akkerland gekenmerkt.
Met enige fantasie zou men de buurt rond het haventje van Tammensiel en het in het zuiden aangrenzende Ostersiel, aan de oostkust van Pellworm, als een havendorp kunnen beschouwen. In het zuiden ligt het langgerekte gehucht Westertilli- Ostertilli.
Auto's zijn toegestaan op Pellworm, dat via Tammensiel op Pellworm zelf en de plaats Strucklahnungshörn, gemeente Nordstrand, op het buureiland Nordstrand een veerverbinding met het vasteland heeft. Dit veer is onafhankelijk van het getij en heeft dus een vaste dienstregeling. Over het eiland rijdt als enig openbaar vervoer een belbus. De zeearm tussen Pellworm en Nordstrand draagt de naam Norderhever.

## Geschiedenis, economie
Tot 1634 maakte Pellworm deel uit van het eiland Alt-Nordstrand, dat in dat jaar in een storm, de Burchardivloed, voor een groot deel door de zee werd weggeslagen. Een tweede gedeelte dat overbleef is het huidige eiland Nordstrand. Daarna werd het over een vruchtbare bodem beschikkende Pellworm, grotendeels door polderwerkers uit Holland, opnieuw ingedijkt, iets, wat na de rampzalige stormvloeden van 1717 en 1825 opnieuw moest gebeuren. In 1939 werd nog de Bupheverkoog in het noordoostelijke deel van het eiland ingepolderd. Tot circa 1990 leefden de eilanders vrijwel uitsluitend van landbouw, veeteelt en enige (tot op de huidige dag nog voortbestaande) visserij op garnalen. Nadien kwam het toerisme op (Ferien auf dem Bauernhof, Vakantie op de boerderij). Veel boerderijen beschikken over een bed and breakfast, een vakantiehuis of kampeergelegenheid.

## Bezienswaardigheden
- De Oude Kerk met de ruïne van de kerktoren, die de bijnaam Finger Gottes (Vinger Gods)[3] heeft; tot het bezienswaardige interieur van dit kerkgebouw behoort een orgel van de hand van Arp Schnitger uit 1711. De kerk staat, enigszins afzijdig van bebouwing, aan de weg Klostermitteldeich, aan de westkant van Pellworm. Aan de voet van de oude kerktoren bevindt zich het Heimatlosenfriedhof, waar de aangespoelde stoffelijke overschotten van drenkelingen ter aarde zijn besteld.
- De op een hoge Warft gebouwde Nieuwe Kerk (Neue Kirche), evenals de Oude Kerk evangelisch-luthers, dateert uit 1622, maar verkreeg bij verbouwingen rond 1872 een volledig ander, neogotisch uiterlijk. Binnen bevinden zich verscheidene liturgische voorwerpen, die tijdens de Burchardivloed van 1634 en andere overstromingsrampen elders konden worden gered.
- Het particuliere museum van het echtpaar Bahnsen[4] over de bij de Marcellusvloed van 1362 door de zee verzwolgen stad Rungholt; het museumgebouw staat aan de weg Osterschütting in het zuidwestelijke gedeelte van Pellworm. Er zijn talrijke bij archeologisch onderzoek en tijdens het strandjutten gevonden voorwerpen te zien, die uit deze verzonken stad afkomstig zijn.
- De windmolen, type achtkante bovenkruier, Nordermühle, aan de noordkant van Pellworm, dateert uit 1777, maar is niet meer maalvaardig. Er is een vakantie-accommodatie in gevestigd.
- De 38 meter hoge vuurtoren, op het zuidoosten van het eiland, dateert uit 1907 en kan tegen betaling beklommen worden (mits er in het gebouw geen huwelijkssluiting plaatsvindt).

## Afbeeldingen

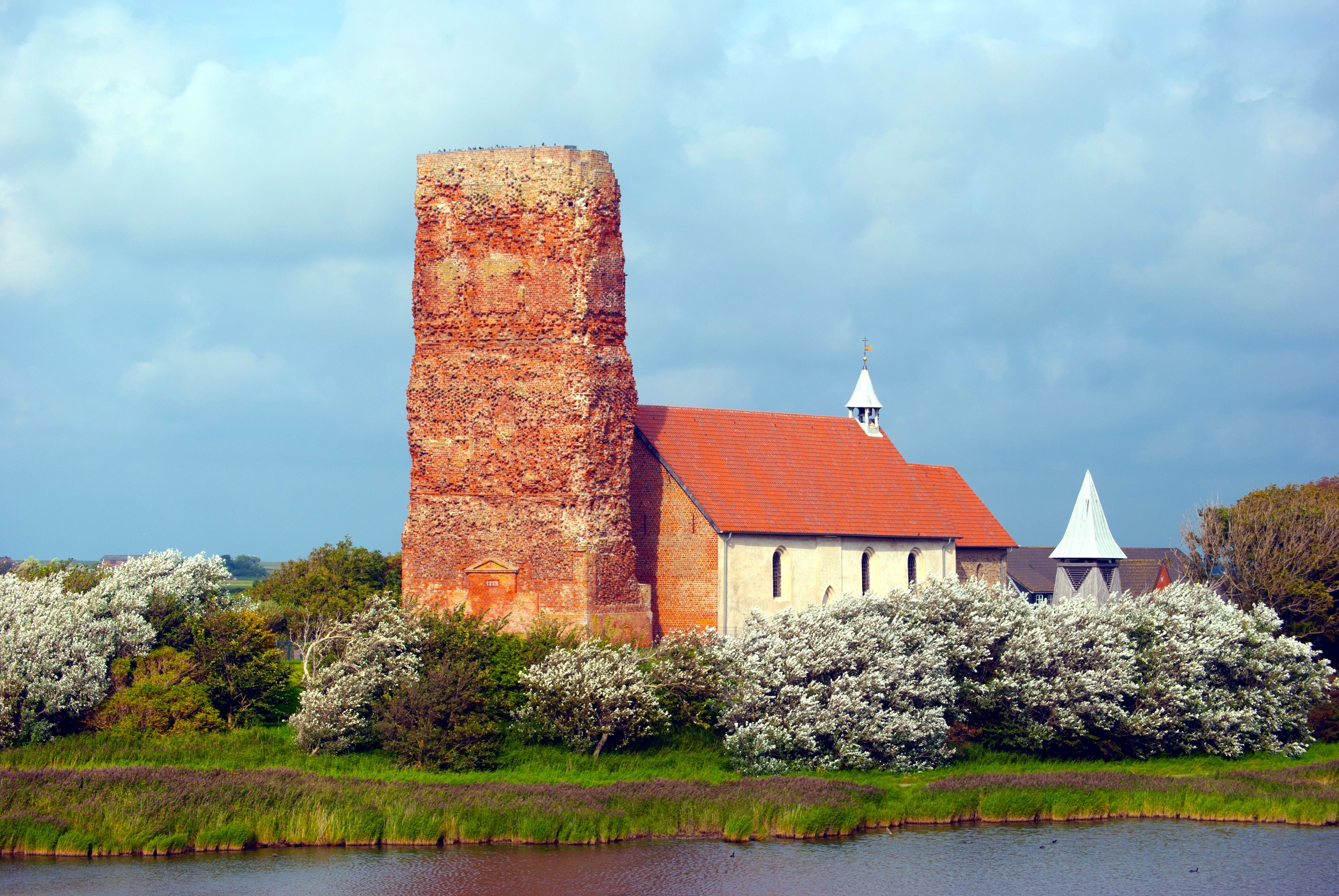
Oude Kerk (Alte Kirche) met de Finger Gottes
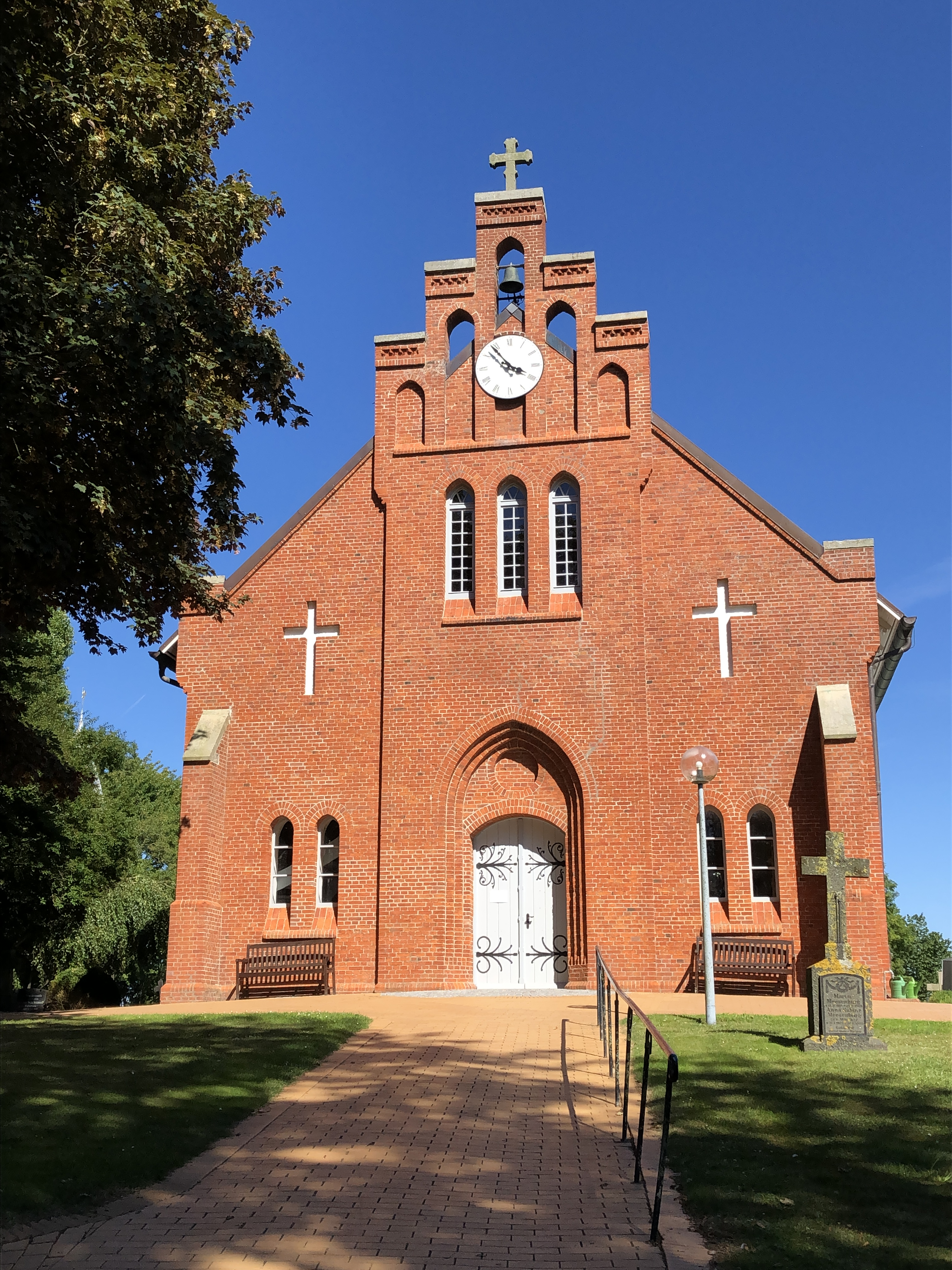
Nieuwe Kerk
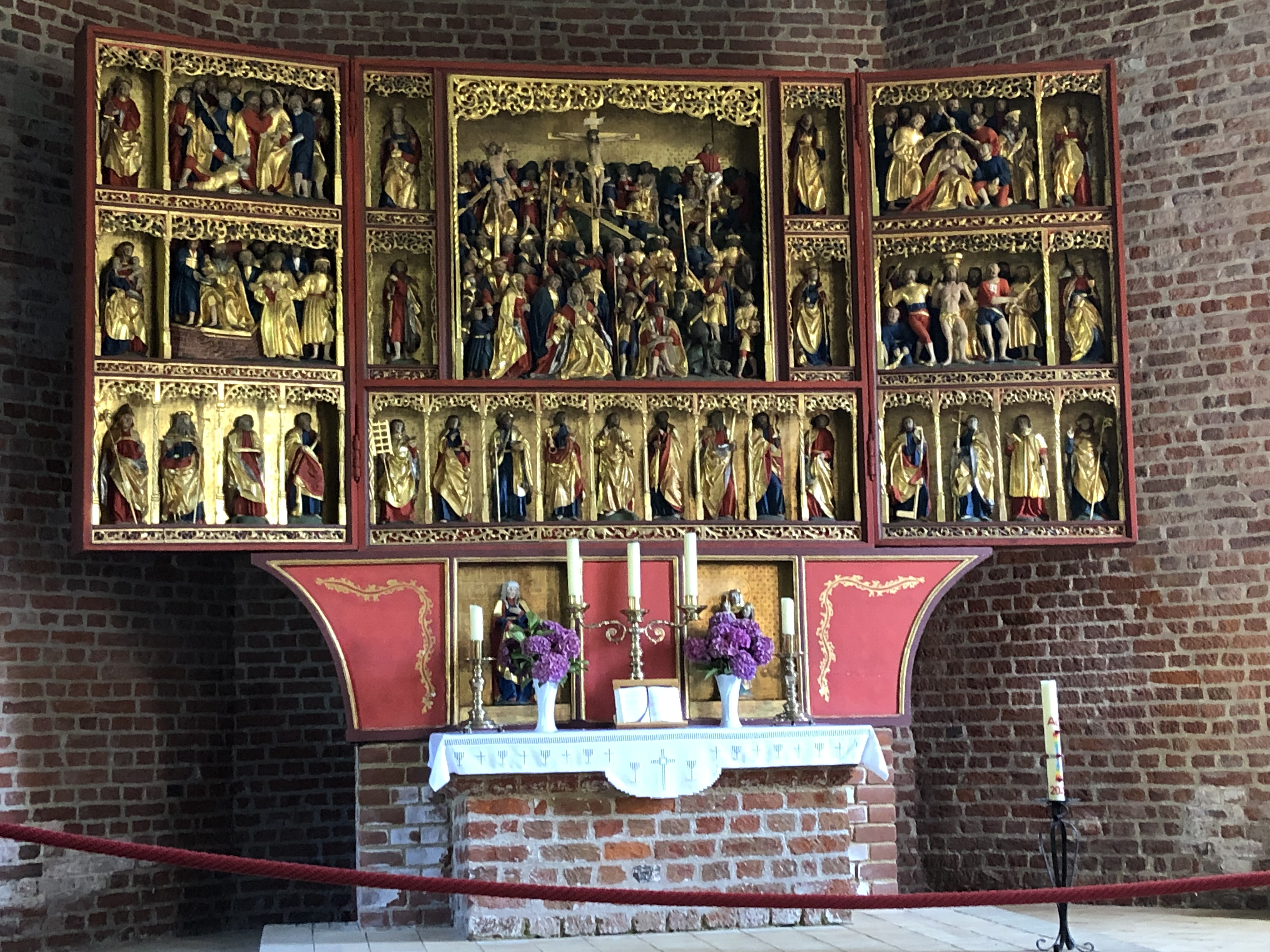
Altaarstuk uit 1520 in deze kerk
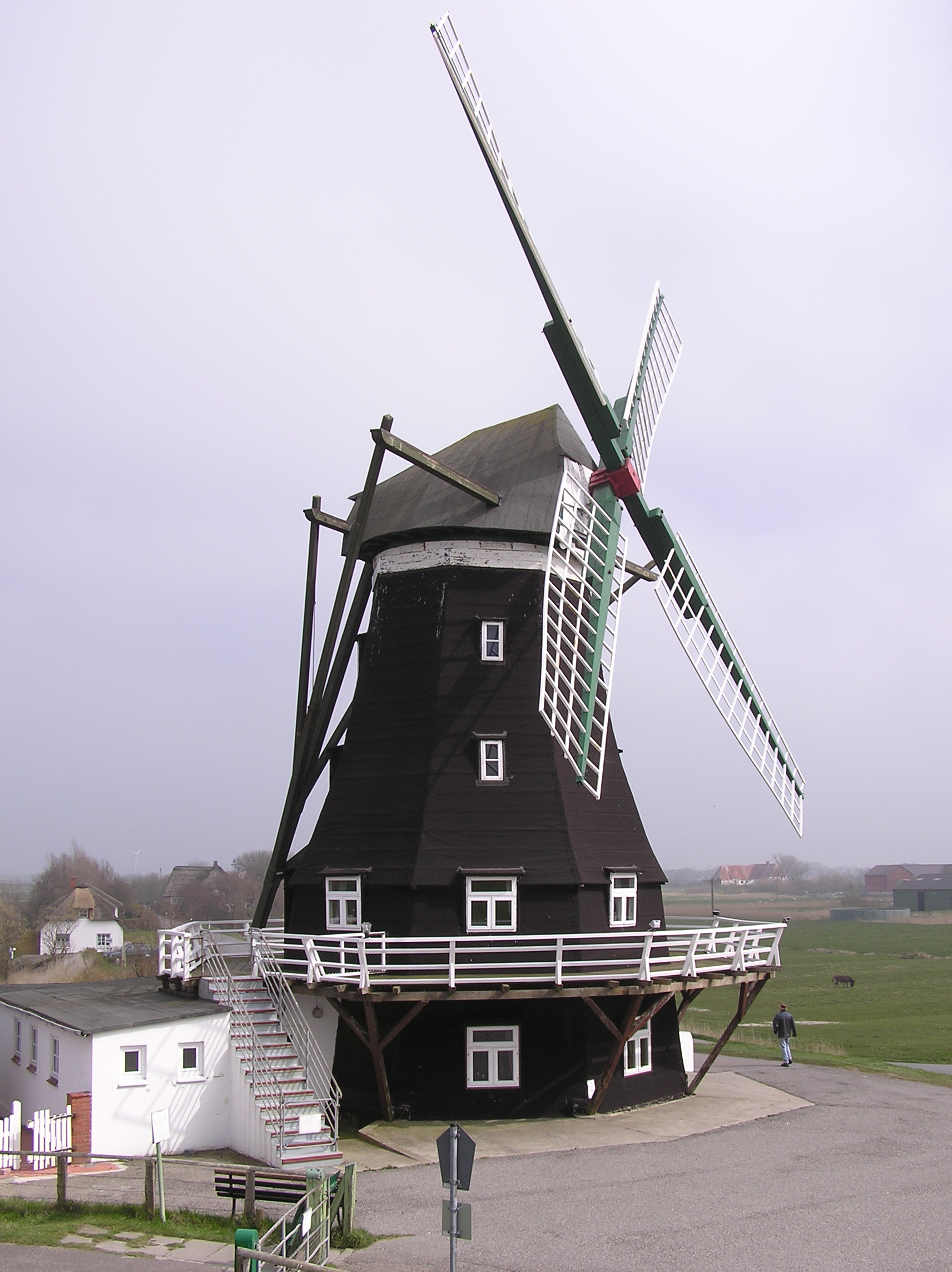
Achtkante bovenkruier Nordermühle
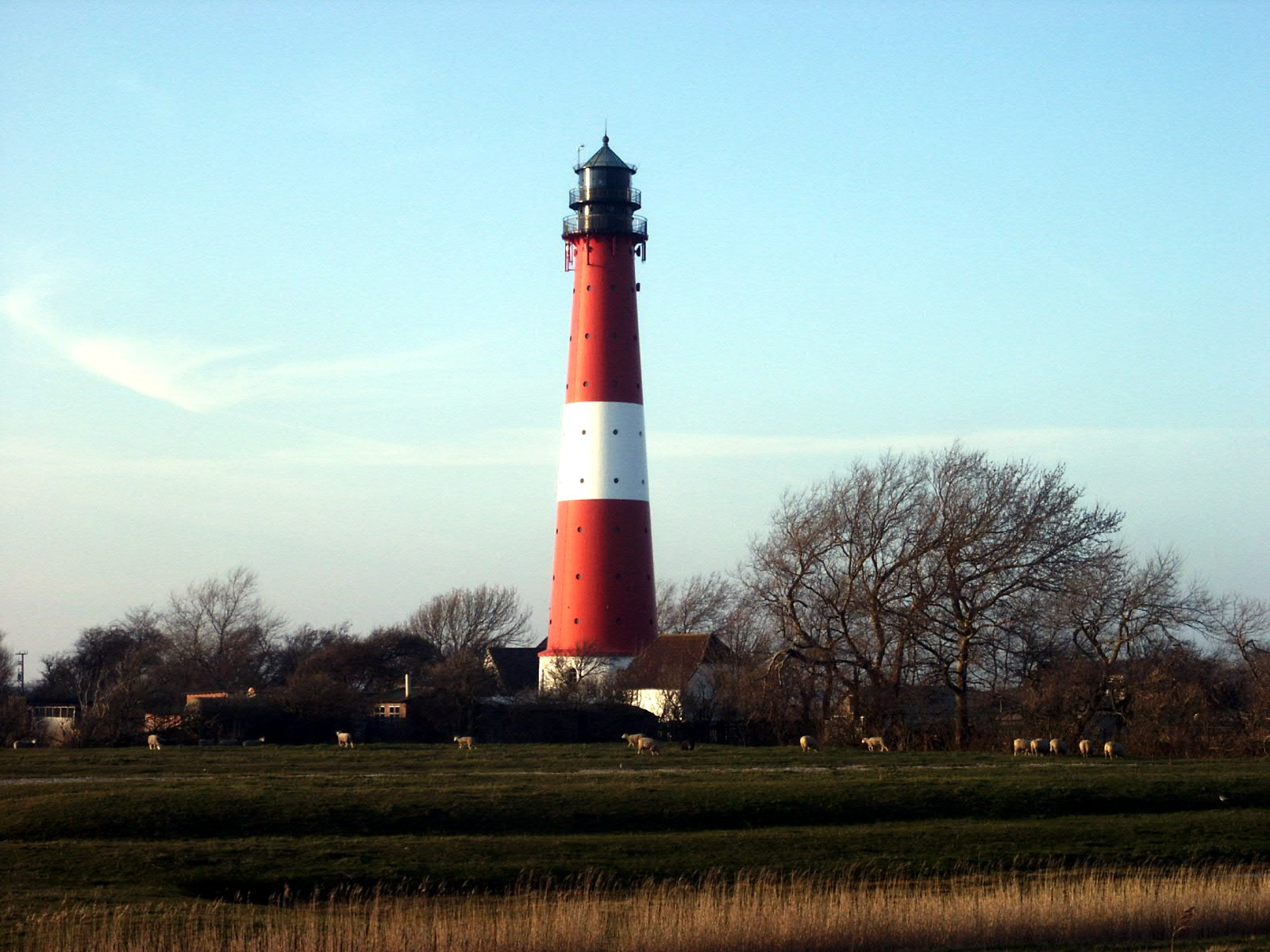
De vuurtoren van Pellworm
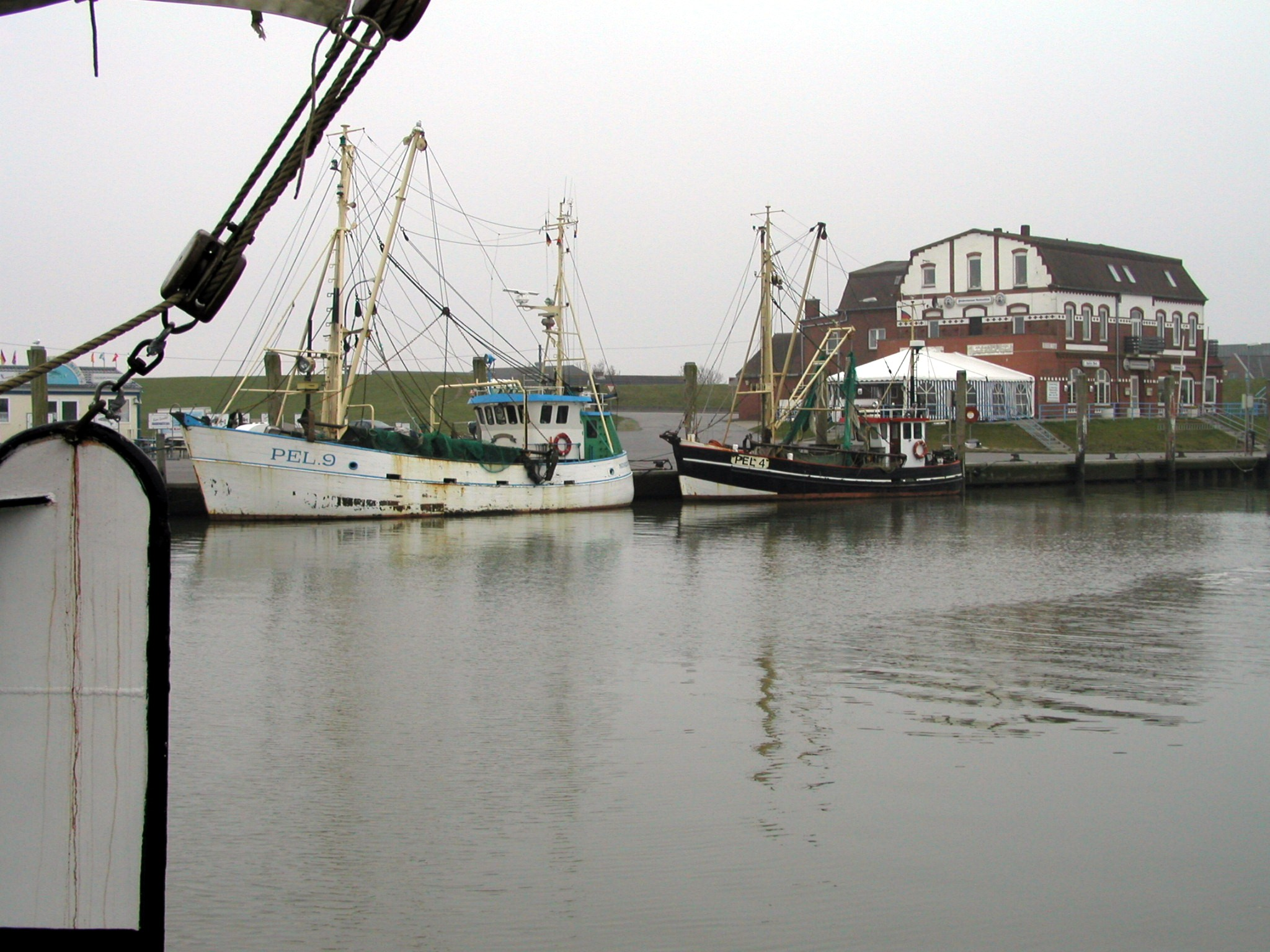
Haven van Tammensiel met viskotter
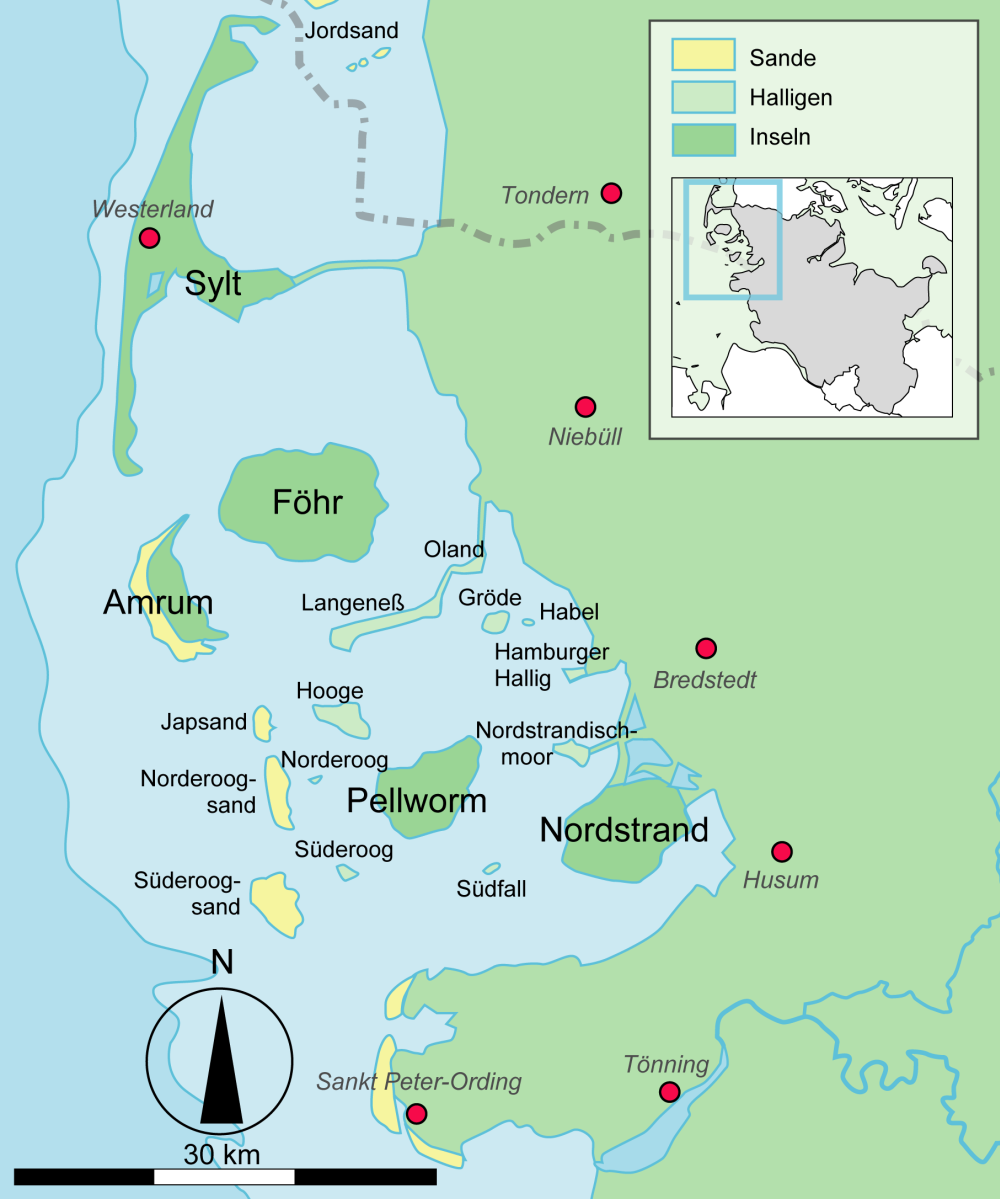
Waddenzee bij Pellworm
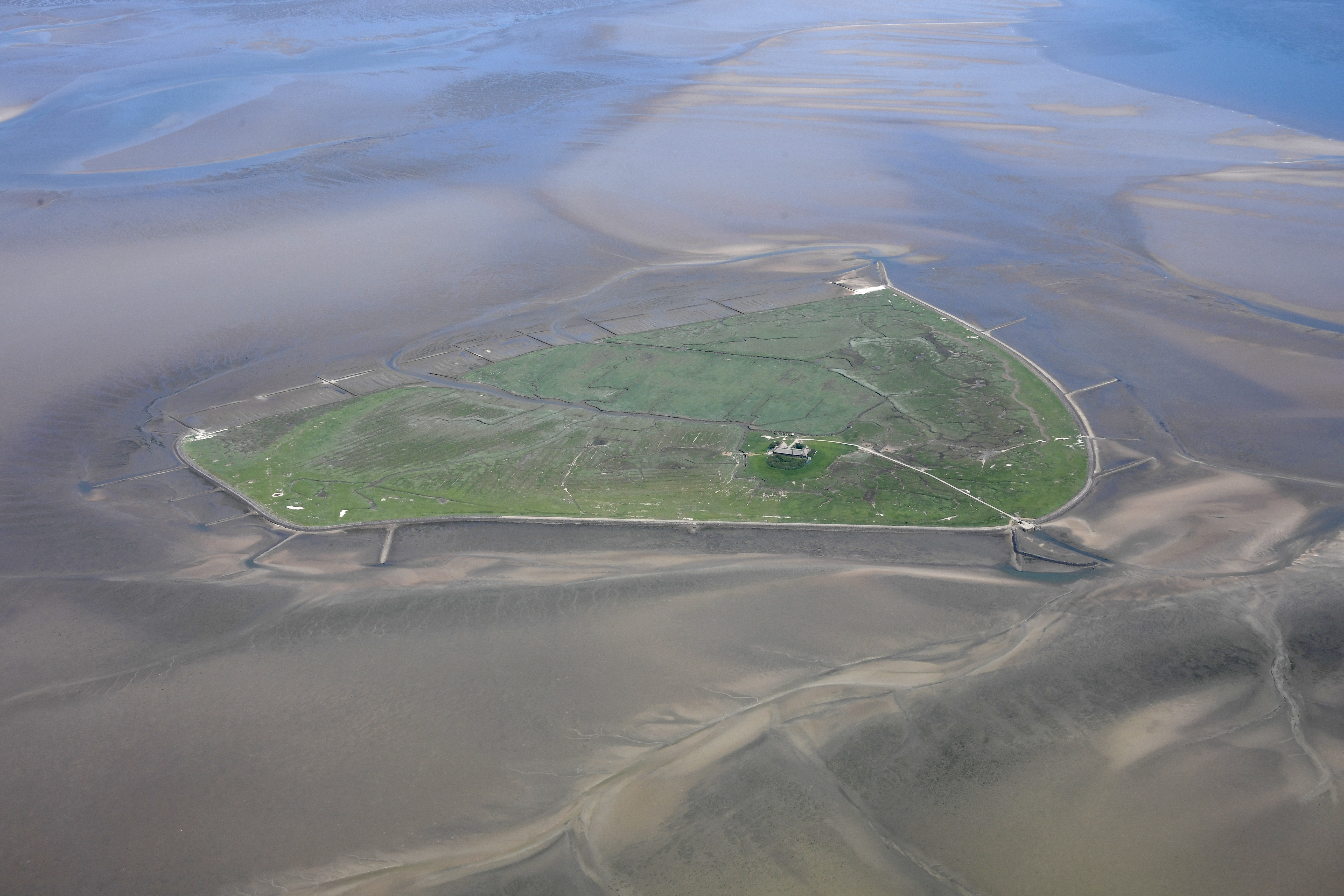
De hallig Süderoog, die tot de gemeente Pellworm behoort
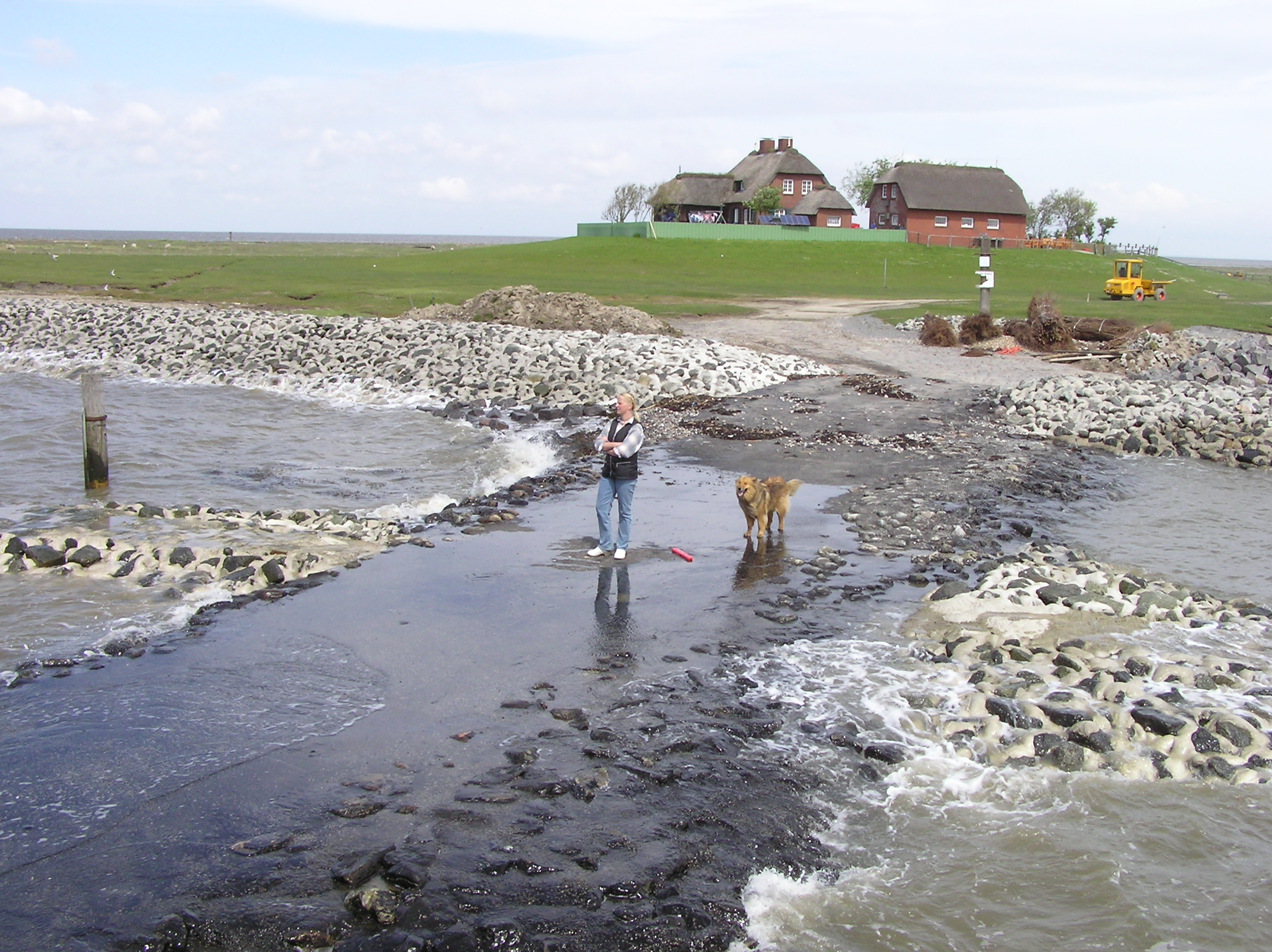
De enige boerderij en Warft op de hallig Südfall, gemeente Pellworm

## Persoonlijkheden met een link naar Pellworm
- Detlev von Liliencron (Kiel, 3 juni 1844 – Rahlstedt, 22 juli 1909), schrijver en dichter, was van 1882 tot 1883 bestuursambtenaar met de titel Hardesvogt op Pellworm. Zeer bekend is zijn in die tijd ontstane ballade Trutz, Blanke Hans.
- Detlef Friedrich Petersen (geb. 24 januari 1950 op Pellworm), aanvankelijk liedjesschrijver en toetsenist van de rockband  Lake, later, vanaf 1991, schrijver van filmmuziek, o.a. voor talrijke detectivefilms op TV